# Transportes Aéreos Nacionales
TAN (siglas para Transportes Aéreos Nacionales S.A.) fue una aerolínea hondureña fundada en 1947. Se fusionó en 1991 con SAHSA (Servicios Aéreos de Honduras, S.A.), la otra aerolínea con bandera de Honduras, y la compañía cerró sus puertas en 1994.
TAN era una aerolínea de bandera hondureña pero sus oficinas estaban ubicadas en el aeropuerto internacional de Miami, Florida (Estados Unidos) por esta razón el gobierno hondureño le obligó a vender sus acciones a inversionistas nacionales, habiendo así pasado a manos de hondureños y la aerolínea trasladó sus oficinas primeramente a San Pedro Sula y posteriormente a Tegucigalpa.

## Antiguos destinos
| Países         | Destinos         | Aeropuertos                                     |
| -------------- | ---------------- | ----------------------------------------------- |
| Belice         | Ciudad de Belice | Aeropuerto Internacional Philip S. W. Goldson   |
| Estados Unidos | Miami            | Aeropuerto Internacional de Miami               |
| Honduras       | La Ceiba         | Aeropuerto Internacional Golosón                |
| Honduras       | San Pedro Sula   | Aeropuerto Internacional Ramón Villeda Morales  |
| Honduras       | Tegucigalpa      | Aeropuerto Internacional Toncontín              |
| México         | Ciudad de México | Aeropuerto Internacional de la Ciudad de México |

## Antigua flota

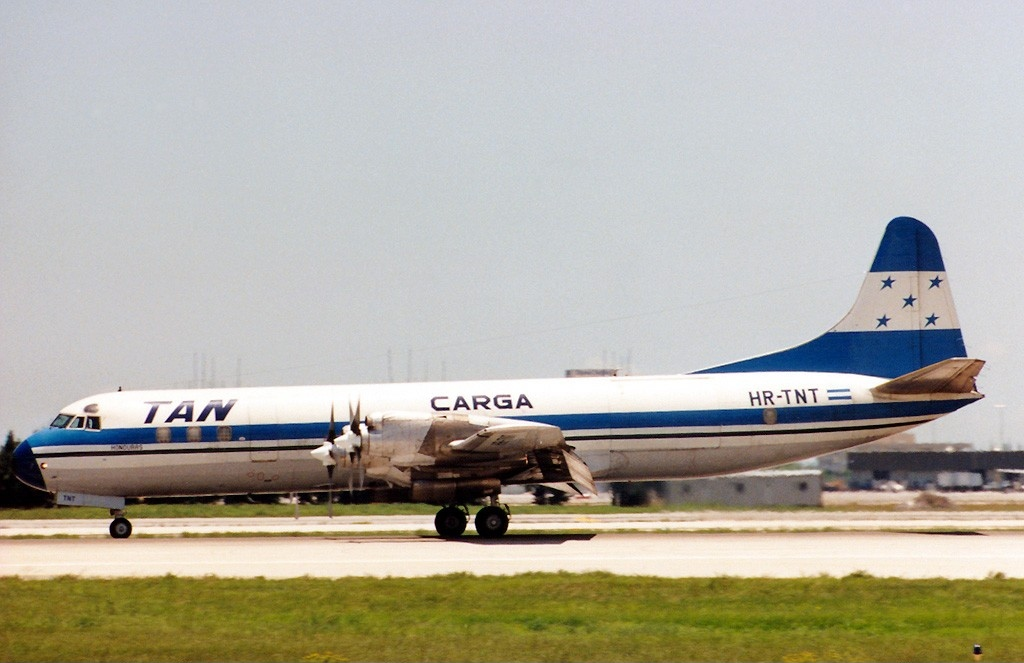
Lockheed L-188A(F) Electra de TAN Carga en Miami

| Aeronaves                  | Número | Introducido | Retirado | Matrículas |
| -------------------------- | ------ | ----------- | -------- | --- |
| Boeing 727-100             | 1      | 1988        | 1989     | N8129N |
| Boeing 727-200             | 1      | 1988        | 1989     | N88705 |
| Boeing 737-200             | 2      | 1974        | 1991     | HR-TNS y HR-TNR (re-reg. HR-SHO)                                                                                           |
| Curtiss C-46 Commando      | 10     | 1948        | 1976     | XH-TND, XH-TNG, XH-TNA (re-reg. HR-TNA), XH-TNF, XH-TNC, XH-TNE, XH-TND (re-reg. HR-TND), XH-TNC (re-reg. HR-TNC) y XH-TNE |
| Douglas DC-3/C-47          | 1      | 1947        | 1947     | TI-107 |
| Douglas DC-6               | 4      | 1964        | 1979     | HR-TNI, HR-TNG, HR-TNQ y HR-TNO                                                                                            |
| Douglas DC-7               | 3      | 1967        | 1971     | HR-TNK, HR-TNJ y HR-TNM |
| Lockheed L-188 Electra     | 3      | 1969        | 1991     | HR-TNN (pasajeros). HR-SAV (re-reg. HR-TNT) y HR-TNL (carga)                                                               |
| Lockheed Modelo 10 Electra | 2      | 1947        | 1947     | XH-TAB y XH-TAR |